# ペンテコステ派
ペンテコステ派（ペンテコステは、英: Pentecostalism）は、キリスト教のプロテスタント教会のうち、メソジスト、ホーリネス教会のなかから1900年頃にアメリカで始まった聖霊運動、つまりペンテコステ運動からうまれた教団、教派の総称ないし俗称。この教派、教団に属する教会をペンテコステ教会という。

## ペンテコステ運動の歴史とペンテコステ教会の成立

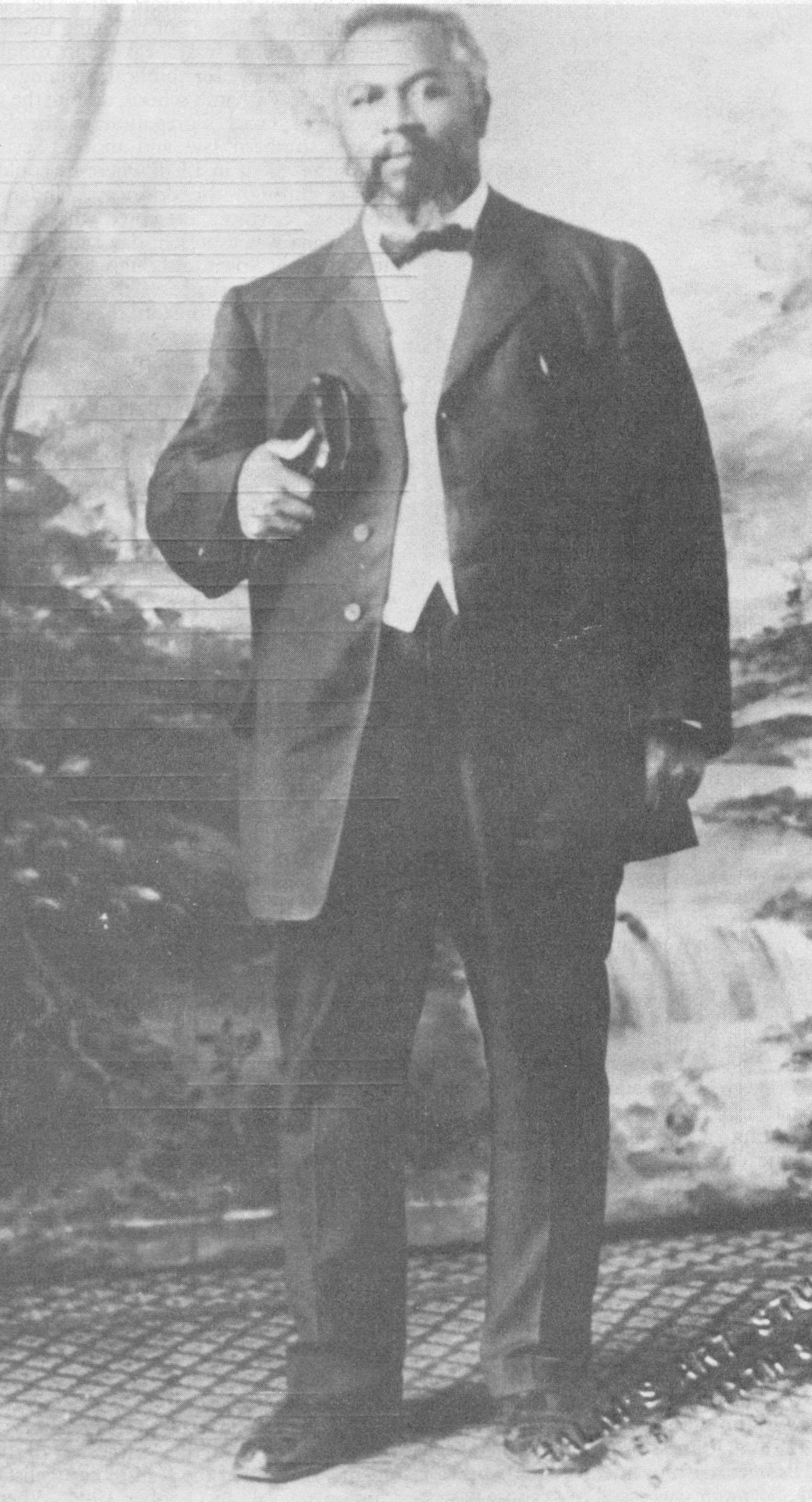
ウィリアム・シーモア

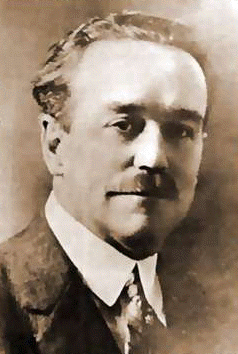
チャールズ・F・バーハム

原始キリスト教を中心としたペンテコステ派と同等の教義を教え実行していた教派は、聖書の時代から世界中の様々なところに存在してきた。
近代ペンテコステ運動は、1901年にカンザス州トピカのベテル聖書学院で行われた年末年始の祈祷会で、指導者であるチャールズ・F・パーハムをはじめ神学生のほとんどが、いわゆる「聖霊のバプテスマ」を体験し異言で神をほめたたえたことが契機となった。バーハムは、テキサス州のヒューストンに聖書学校を移転して、その学生でもあった牧師のウィリアム・シーモアが1906年、アメリカのロサンゼルスのアズサ通りで集会を行ったところ、集会中に聴衆である信徒のなかに「聖霊のバプテスマ」を受け、エクスタシー状態に陥り、異言を語る現象が起こった（アズサ・ストリート・リバイバル）。このことがロサンゼルスの新聞に掲載されて、全米に広まった。このようなペンテコステ運動のいわゆるリバイバル集会は、3年にわたってロサンゼルスのアズサ通りにある伝道館、メソジスト教会などの教会堂を借りながら続けられ、その間にアメリカ各地のみならず隣国のカナダや海を越えたイギリスなどからも集会へ集う参加者がいた。そのような参加者があかしすることによって世界中に広められた。そして、1914年にアッセンブリーズ・オブ・ゴッド教団が生まれたのを皮切りに、フォースクエア福音教会、ユナイテッド・ペンテコステ教会などの各教団が発足し運動が組織化され始めた。
ホーリネス教会の四重の福音（しじゅうのふくいん）「新生・聖化・神癒・再臨」を修正して継承している。ホーリネスの「聖化」（きよめ）に相当するものは「聖霊の満たし」と表現し、聖霊に満たされた結果、宣教を進める力が与えられ、新約聖書（使徒言行録、コリントの信徒への手紙一）にある異言をともなう祈りをする、という信仰を持つ。
この異言をペンテコステの出来事において使徒らに発現した聖霊の賜物（＝カリスマ）と同じものであるとする主張から、自らをペンテコステ派、その宣教運動をペンテコステ運動と呼ぶようになった。
神学者でありペンテコステ・カリスマ派の歴史学者であるヴィンセント・サイナンはペンテコステ派を古典ペンテコステ (Classical)、ホーリネス系ペンテコステ (Holiness)、ワンネス (Oneness) の3種に区別しており、日本には3種全てが存在する。

プロテスタント諸教派（聖公会、アナバプテストを含む）の系統概略

## 教理

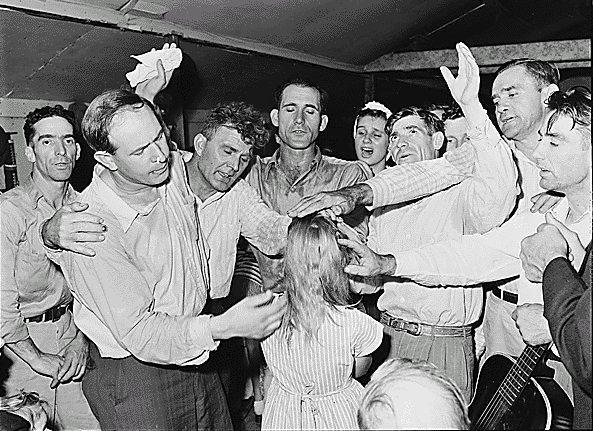
ペンテコステ派の集会

### 異言
特色は聖霊のバプテスマとそれに伴う証としての異言を強調することである。異言を伴う聖霊のバステスマ（マルコ福音書16章15 - 20節/使徒行伝2章1節 - 21節/ヨエル書2章28 - 32章/マタイ3章11節/などを参照）をキリストの教会に復興した「信仰復興（リバイバル）運動」であり、現在進行形の流れである。「後の雨リバイバル」との評価（日本では奥山実その他によって評価されている）もある。
聖霊の（＝聖霊による）バプテスマによって与えられる聖霊の賜物も強調される。「聖霊の賜物」とは、異言・異言の解き明かし・預言・いやし・奇蹟・悪霊の追い出しなどを行う力のことである。聖霊の賜物が用いられることによって、神の栄光が現されるという信仰である。
ペンテコステ派のレーマ聖書学校の創立者であり、ヒーリング運動にも関わったケネス・ヘーゲンは、「異言は、おもに、私たちの祈りの生活で、神を褒め称えて礼拝する際に用いるための、神との個人的な交わりに関わる賜物なのです」と述べ、「公の場での異言の奉仕において用いられる」のは「少数の信者だけ」であると語っている。

### 神癒
聖書にはイエス・キリストが死人を生き返らせ、病を癒した記事がある。マタイ9章35節から福音宣教、ヤコブ5章14節の病人に油を塗って祈るようにとの聖句から、罪の赦しと病の癒しが結び付けられている。

## ペンテコステ派と教会成長

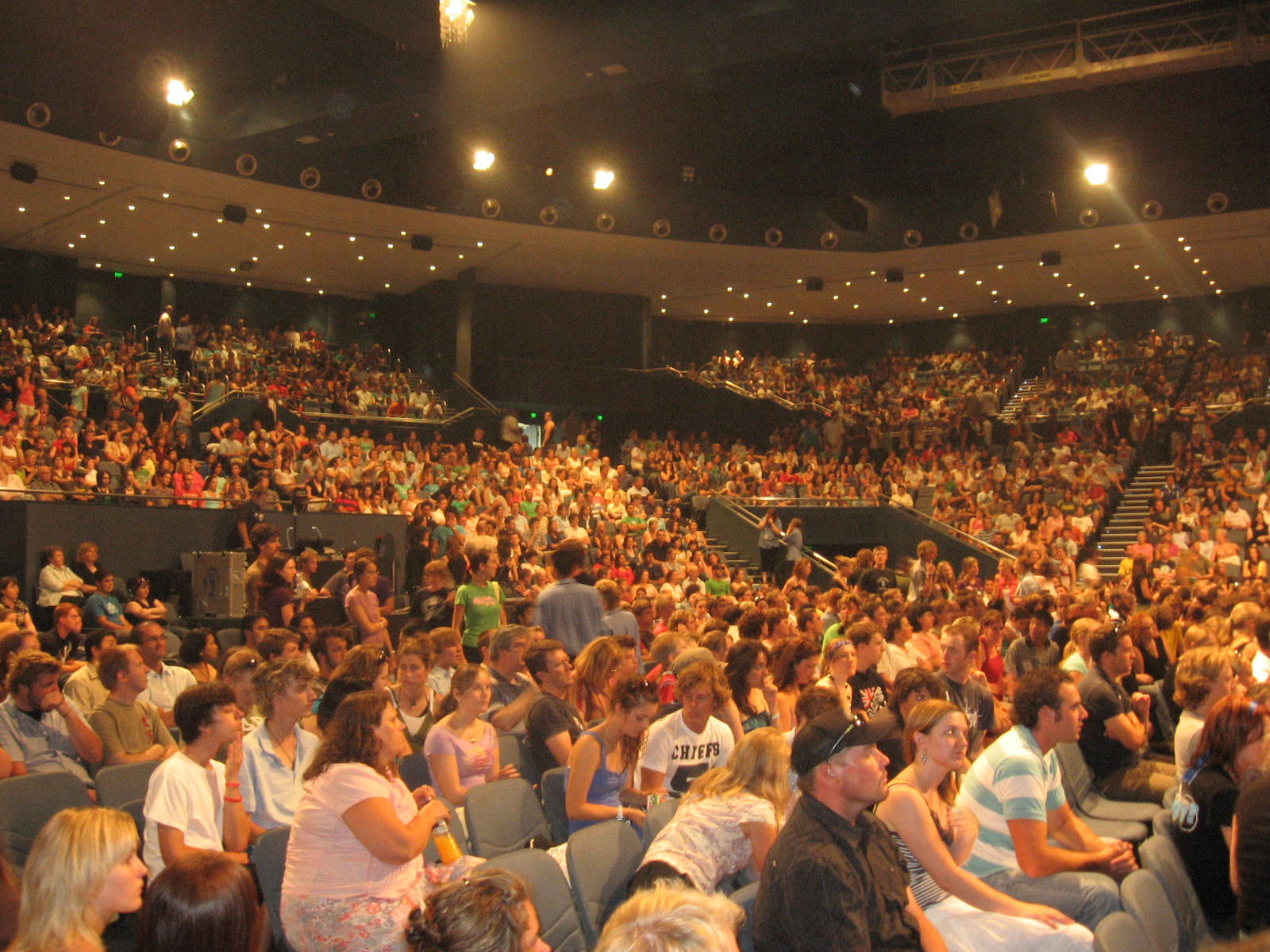
オーストラリアにあるペンテコステ派のメガ・チャーチ、ヒルソング教会に集まった信者

世界の多くのメガチャーチ（会員2,000人以上のいわゆるプロテスタント系の宗教団体）はペンテコステ派あるいはその影響を多大に受けている教会である。世界最大の教会であるソウル・汝矣島純福音教会がその典型である。2006年に、共同通信社は、世界で最も成長しているキリスト教派はペンテコステ派だと発表している。

## キャサリン・クールマン
ペンテコステ教会の成長の最大の功労者は、キャサリン・クールマン（1907-1976、Kathryn Kuhlman）である。高校中退という学歴ながら、病人に神癒を施し、のべ一億人の人々を集めたことで知られる。

## ペンテコステ派と音楽
現代のキリスト教音楽はペンテコステ派の多大なる影響をうけている。多くのワーシップソング（賛美歌）やゴスペルソングはペンテコステ派の音楽家によって書かれている。また、世界を代表するワーシップリーダーの多くは、ペンテコステ派である。ヒルソング教会、ビンヤード、チャーチ・オン・ザ・ウェイ等のペンテコステ派の諸教会は、世界中で歌われている現代の賛美歌を多く書いている。日本でもこの傾向は同じで、ワーシップリーダー・小坂忠はペンテコステ派・フォースクエアゴスペル教団の牧師である。

## 超教派の交わり
日本アッセンブリーズ・オブ・ゴッド教団は福音派の日本福音同盟（JEA）に加盟しており、超教派での交わりがある。
1960年代にアメリカで始まったカリスマ運動や1980年代に起こった聖霊の第三の波に属する教団、運動、信徒等の集団を含めて、聖霊派と総括的に呼称される場合がある。
カリスマ運動が米国聖公会からはじまり、エキュメニカル派のメインライン・プロテスタント、ローマ・カトリック教会に広がっているのに対し、ペンテコステ派はウェスレアン系からはじまって独立した教派を構成しているのが異なる。また、他の聖霊派からはカリスマ派はリベラル派として否定的にみられることがある。

## 日本におけるペンテコステ教会の歴史と現状

### 日本での宣教の歴史
アズサ街の働きはペンテコステ派の世界宣教のルーツとなり、多くの宣教師を世界中に送る結果となった。その中には日本のペンテコステ派の初期の宣教師達も含まれている。当時、アズサ街のあたりには3万人近くの日本人移民が居り、アズサ街で聖霊体験をした日本人達がいるといわれている。現在、アズサ街周辺は日本人町リトル・トーキョーとして残されており、日米文化会館がこの教会の跡地に存在する。さらに、日本ですでに他教派に所属していた宣教師達がアズサ街の働きの影響を受けてペンテコステ派に改心した場合もある。
遅くとも1910年代には数人のペンテコステ派の宣教師が日本で宣教活動を初めていた。はじめはペンテコステ教会を名乗り、その後日本聖書教会と改め、日本基督教団成立の際には、他のグループと共に第十部に所属。戦後に離脱して日本アッセンブリーズ・オブ・ゴッド教団を設立した。
戦乱、戦中の迫害や日本基督教団への吸収等で、戦前の細かい情報が明らかになっていない。1939年から伝道が始められ教団を形成していた日本ペンテコステ教団も戦中は解散を余儀なくされていた。1950年に宣教師の再来日で、同じ名前で再建された。

#### クート宣教師のペンテコステ教会への影響
日本、特に関西にあるペンテコステ派教団、単立教会や小さな群れの多くは、直接的か間接的に宣教師のレオナルド・クート師の影響を受けている場合が多い。クート自身については色々と意見があるが、クートのペンテコステ派内での影響を無視することはできない。
クートの影響の理由は、クートが戦前から生駒聖書学院で長年にわたり多くの伝道者を訓練したことと、多くのアメリカのペンテコステ派宣教師（アッセンブリーズ教団とフォースクエア教団以外）はクートを頼って来日したからである。また、アメリカでも、クートは1940年代にインタナショナル・バイブル・カレッジ（当時、国際ユナイテッド・ペンテコステ教団所属）をテキサス州サンアントニオに建てており、多くの卒業生を日本に宣教師として送りだしている。それらの伝道者・宣教師は日本でのペンテコステ派の働きの中核として新しい教会を開拓し次世代の伝道者を指導していったためである。それらの新しい世代（クートの孫弟子やひ孫弟子）の中には既存の教団に入り中心的な働きをしている者もいる。
クートの影響を直接あるいは間接的に受けた教団は、日本ペンテコステ教団、日本福音ペンテコステ教団、チャーチ・オブ・ゴッド教団、ネクストタウンズクルセード、トータルクリスチャンチャーチ、日本ユナイテッド・ペンテコステ教団等である。その他にも関西を中心に多くの単立教会や群れがなんらかの影響を受けている。

### 現在の日本におけるペンテコステ派
日本において現在活動中の教派（教団、連盟等）は、大まかに次のように分類される。
- クートの影響を直接あるいは間接的に受けた、日本ペンテコステ教団、日本福音ペンテコステ教団、ネクスト・タウンズクルセード、トータルクリスチャンチャーチ、日本ユナイテッド・ペンテコステ教団など、またそれらの教団から単立になった教会
- 影響を受けていない北米の教団（アッセンブリーズオブゴッド教団やフォースクエア教団など）
- 北欧の宣教団体の教会
- 韓国の教会がたち上げた教会（純福音派など）
- 台湾系の真イエス教会とその影響を受けた教団
- 外国の教会が単立の形で宣教師を送り建て上げた単立教会
- 既存の伝統的教団である日本基督教団や日本バプテスト連盟に所属しているが、教義がペンテコステ派である教会
- 日本人が海外で影響を受けて帰国してはじめた教団・教会
- 元々既存の伝統教団に所属していたがペンテコステ派に改心した教団・教会（これらの中にはカリスマ派や第3の波に所属する場合もある）
- その他様々な理由で日本人が形成した単立あるいは独立した小さな群れとして活動をしている教会・教団が存在する

（注：上記は全体的に把握しやすいように分類されているため大まかであり、重複する場合がある）
これらの事実をふまえペンテコステ派の教役者（主に牧師、牧師夫人、教会内献身者、神学生等）を中心とした緩やかな交流組織である「日本ペンテコステ親交会」が創設された。カトリック教会に所属する聖職者等様々な教派からの参加者も見られ、超教派的な働きを行っている。また、個々の教会は単立であるが、親交を中心とした単立ペンテコステ教会フェローシップも存在する。

## 日本でペンテコステ派に属する教団、教派、集団、集会
日本ペンテコステ・ネットワークに所属しているものを追加する。
- 日本アッセンブリーズ・オブ・ゴッド教団、（アッセンブリーズ・オブ・ゴッドの日本の団体）
- 日本フォースクエア福音教団、(国際フォースクエア伝道教会の日本の団体)
- 日本チャーチオブゴッド教団（Church of God (Cleveland, Tennessee)の日本の団体）/神の教会
- 日本ユナイテッド・ペンテコステ教会
- 日本ペンテコステ教団
- 日本オープン・バイブル教団
- 日本ネクストタウンズミッション（旧日本ネクストタウンズクルセード）
- トータル・クリスチャン・チャーチ
- イエス・キリスト福音の群
- 神の家族キリスト教会
- 日本ペンテコステ神之教会教団
- 使徒の信仰伝道団
- 純福音日本国内教会
- カルバリキリスト教団
- ジーザスライフハウスチャーチ
- シオン宣教団
- 東大阪キリスト教会[7]
- 高知ペンテコステ教会
- 日本福音ペンテコステ教団
- 関東宣教協力会
- 福音宣教協力会
- 日本フルゴスペル教団
- 日本ベテルミッション
- 日本福音宣教会
- 聖霊刷新協議会
- FGBジャパン
- 大阪救霊会館

### 神学校等
- 宣教師訓練センター
- CFNJ聖書学院
- アンデレ宣教神学院
- 拡大宣教学院
- 中央聖書神学校
- 生駒聖書学院
- 関西聖書学院

## 批判
外部からは、この派は一人一派の活動をするので、多くのグループが誕生したとみなされる。しかし、影響力のある指導者、教会が存在し、ペンテコステ派の教会は他の信仰を同じくする教会と交わりを持っているので、まったく別個の活動をしているわけではない。また、初期のペンテコステ運動は超教派の運動であり、ペンテコステ派としての教派形成後も、超教派的色彩が強く、教派としてはペンテコステ派に分類されないローマ・カトリックにも、ペンテコステ運動の影響を受けたカリスマ派が存在しカトリックに留まったまま活動を続けているが、プロテスタントが期待しているようにカトリックの迷信的な要素を排除したものではなく、異言を言うようになるのと比例して偶像礼拝にますます没頭していき、本当に聖霊のバプテスマを受けたのか疑問符が残る。

### 社会学的考察
ペンテコステ運動は、その初期、アメリカ都市部の移民・移住者・低所得層の間に広まった。彼等は言語障壁により社会的に抑圧された階層であり、「超自然的に獲得した言語能力により自らを聖別する」「情緒表現を抑制せずむしろ鼓舞する」この運動の特徴が特に彼等にアピールした結果と考えられている。ペンテコステ運動の伝播を追跡すると、訛も含む言語障壁や経済格差の存在する地域で特に旺盛である（主に参考文献『宗教セクト』による）。
しかし、現在ではペンテコステ派の成長の結果として全ての階層にペンテコステ派が見られる。日本中の多くのペンテコステ派教会には多くの上流階層の信者が集っており、これはその他の先進国でも同じ傾向にある。特にアメリカ、オーストラリア、韓国では社会的に影響力のある地位を持つペンテコステ派の多数の信者がいる。地域によってはペンテコステ派の教会が地域活動の中心になっている。

### その他
奇跡や異言の賜物など、聖霊の働きを強調しすぎるという批判がある。
また、一部の既存のキリスト教教会の中には、この宗派を異端とみなしているところがある。近年ではカリスマ派の影響を受け預言を強調する傾向を持つ者もいるが、その内容が聖書の教理との協調性が疑問視されている場合がある。「コリントの信徒への手紙一」13：8 では「愛は決して絶えません。それに対し預言の賜物があっても,それは廃され,異言があっても,それはやみ,知識があっても,それは廃されます。」と述べている。異言や奇跡は初期クリスチャンを強め、他の言語を用いる人々への福音伝道の手助けとして使われ、のちにそれは「廃される」と考える立場もある。他方、「廃される」のは全てが完成するときと聖書に記されているのであって、そのときはまだ来ていないとする立場もある。